# Edwin von Manteuffel

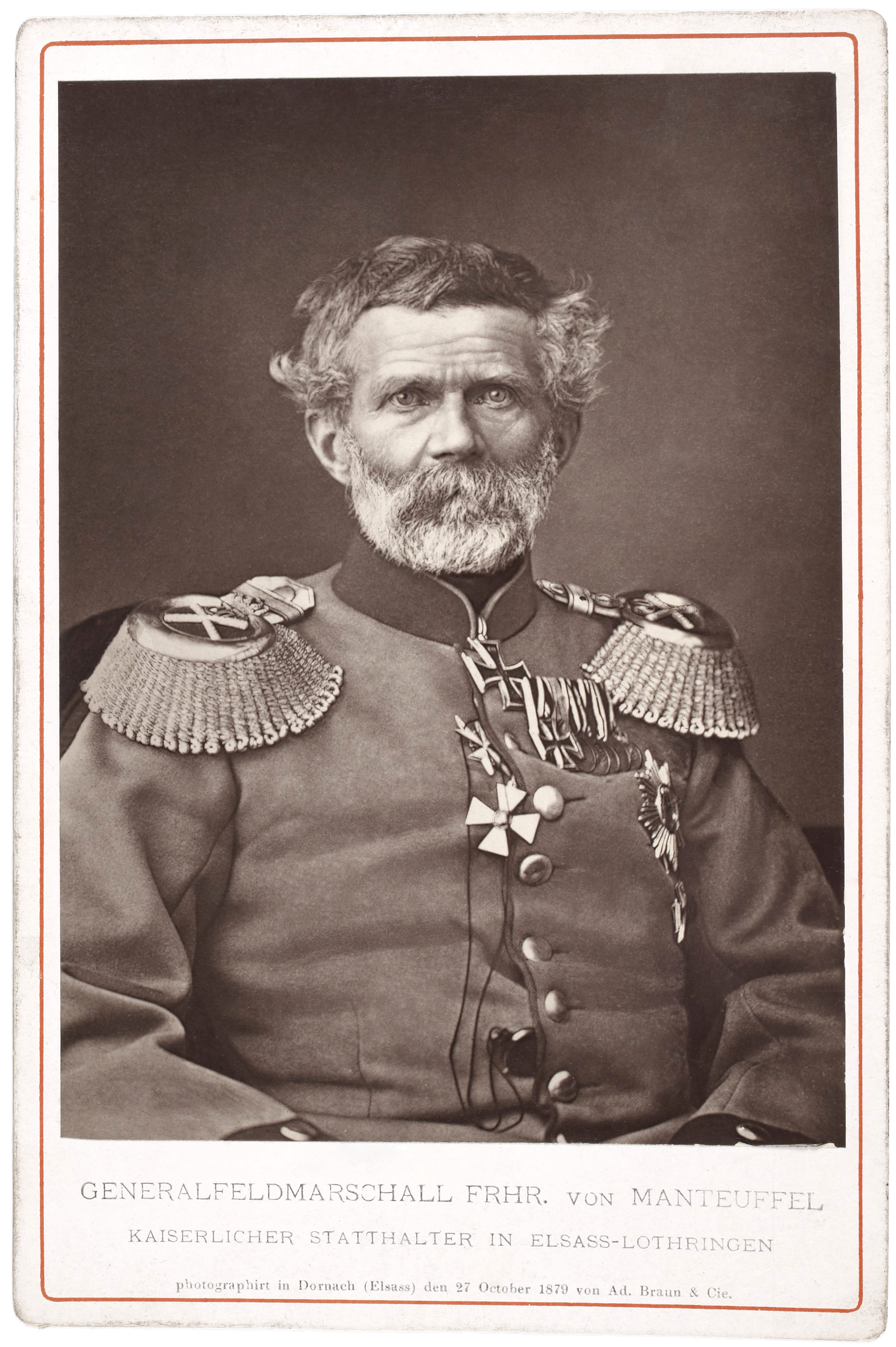
Edwin von Manteuffel

Edwin Karl Rochus Freiherr von Manteuffel (* 24. Februar 1809 in Dresden; † 17. Juni 1885 in Karlsbad) war ein preußischer Generalfeldmarschall.

## Leben

### Herkunft
Er war der Sohn des Geheimen Referendarius Hans Carl Erdmann Freiherr von Manteuffel und dessen Ehefrau Isabella Johanna Wilhelmine, geborene Gräfin zu Lynar, verwitwete Gräfin von Wartensleben (1781–1849). Damit war er ein Enkel von Christoph Friedrich von Mihlendorff Freiherr von Manteuffel und Neffe von Geheimrat August von Manteuffel. Zu seinen Vettern zählten der Forstmann Hans Ernst von Manteuffel, der preußische Ministerpräsident Otto Theodor von Manteuffel und Preußens Landwirtschaftsminister Karl Otto von Manteuffel.

### Militärkarriere

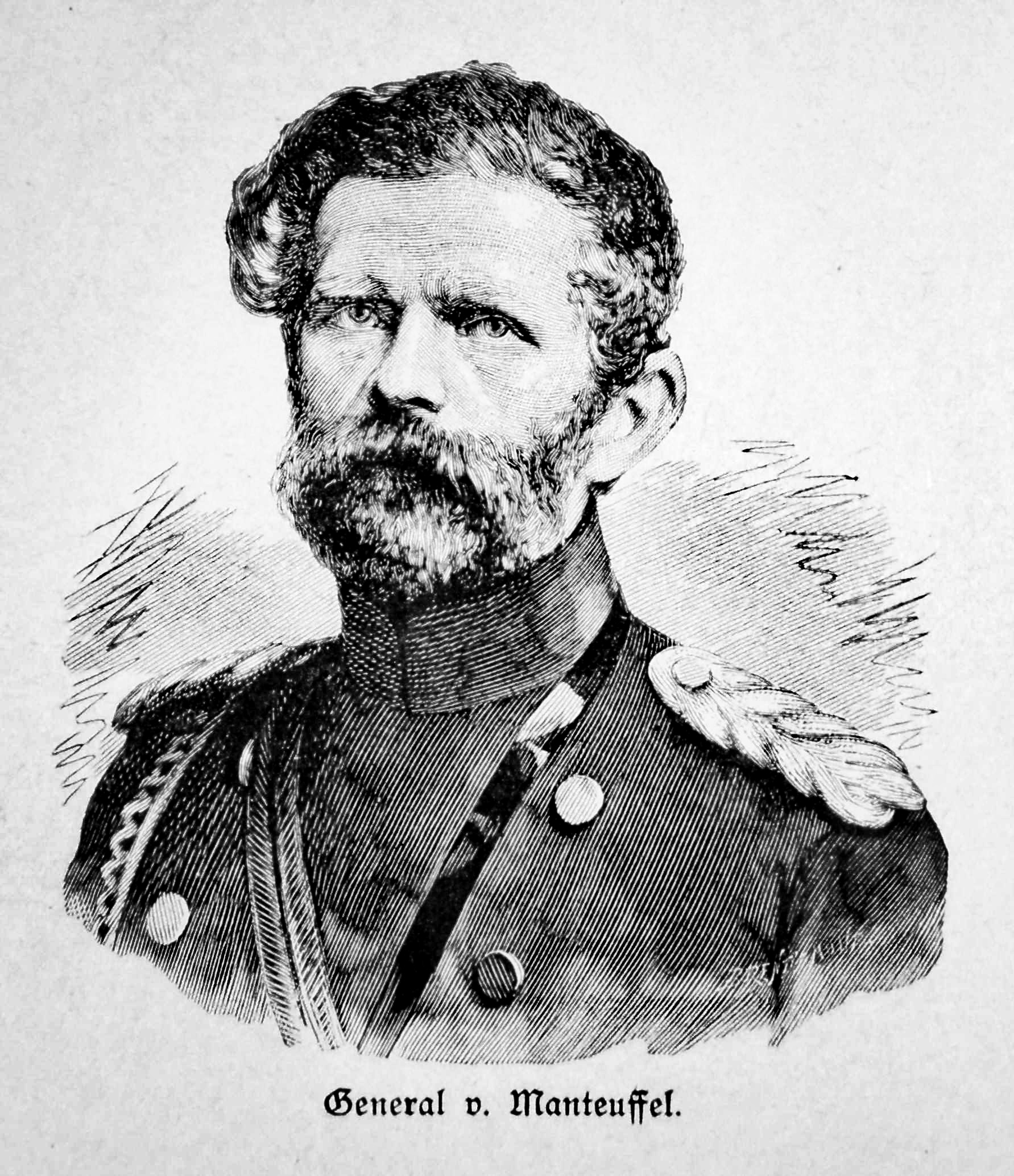
Edwin von Manteuffel, porträtiert von Richard Brend’amour

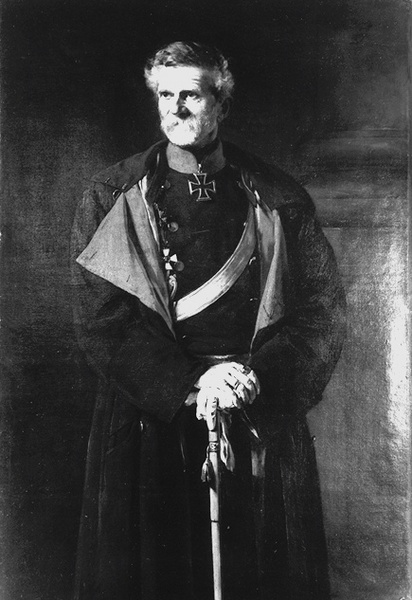
Edwin von Manteuffel, porträtiert von Heinrich von Angeli (1879)

Nach dem Besuch der Schule Unserer Lieben Frauen in Magdeburg trat Manteuffel am 1. Mai 1827 in das Garde-Dragoner-Regiment der Preußischen Armee in Berlin ein und wurde am 15. Mai 1828 zum Sekondeleutnant befördert. Von 1833 bis 1836 absolvierte er die Allgemeine Kriegsschule. Manteuffel setzte es durch, dass er an der Berliner Universität studieren konnte, und wurde dort Schüler und Freund des Historikers Leopold von Ranke. Am 14. Mai 1839 wurde er zum Adjutanten des Gouverneurs von Berlin, General von Müffling, ernannt. Mit Beförderungen in Friedenszeiten tat man sich in der damaligen Zeit recht schwer, und so dauerte es volle zwölf Jahre, bis er am 11. Januar 1842 endlich zum Premierleutnant aufrücken konnte.
Am 21. Dezember 1843 wurde er zum Rittmeister befördert und zum Adjutanten des Prinzen Albrecht von Preußen bestellt. Noch vor der Märzrevolution begleitete er den Prinzen an den Petersburger Hof, wo Zar Nikolaus den jungen Offizier besonders auszeichnete. Infolgedessen wurde er auch später wiederholt für militärische Missionen in Russland verwendet.
Am 18. Mai 1848 wurde er Flügeladjutant des Königs und am 15. Oktober des gleichen Jahres zum Major ernannt. Am 13. Juli 1852 erfolgte seine Beförderung zum Oberstleutnant und am 1. Oktober 1853 die Ernennung zum Kommandeur des 5. Ulanen-Regiments. In dieser Eigenschaft stieg Manteuffel Mitte Juli 1854 zum Oberst auf und übernahm am 18. Dezember 1856 unter Belassung seiner Stellung als Flügeladjutant, das Kommando über die 3. Kavallerie-Brigade. Noch unter der Ministerpräsidentschaft seines Vetters Otto Theodor von Manteuffel wurde er 1857 Abteilungschef für persönliche Angelegenheiten im Kriegsministerium, was damals mit dem Chef des Militärkabinetts gleichzusetzen war. Am 22. Mai 1858 wurde er zum Generalmajor befördert, im gleichen Jahr übernahm Prinz Wilhelm die Regentschaft und kam dann als König zur Regierung. Manteuffel konnte sich im Gegensatz zu seinem Vetter als Abteilungschef halten und festigte seine Position durch die am 7. Januar 1861 erfolgte Ernennung zum Generaladjutanten des Königs.
Am 18. Oktober 1861 wurde Manteuffel zum Generalleutnant befördert, gleichzeitig wurde er zusammen mit Roon, dessen Ernennung Manteuffel betrieben hatte, ständiger Berater des Monarchen. Auch um die Berufung Moltkes zum Generalstabschef hat er sich verdient gemacht, so dass man sagen muss, dieser Chef des Militärkabinetts besaß eine fast beispiellos glückliche Hand. Man überschätzte aber seine politische Tätigkeit und schrieb ihm vielfach einen sehr nachteiligen reaktionären Einfluss zu. So nannte ihn 1861 Karl Twesten in seiner Broschüre Was uns noch retten kann einen unheilvollen Mann in unheilvoller Stellung. Diesen Angriff auf seine amtliche Stellung beantwortete Manteuffel mit einer Herausforderung zum Duell, welches Twesten eine Verwundung und Manteuffel einen kurzen Arrest in Magdeburg eintrug.

#### Deutsche Einigungskriege

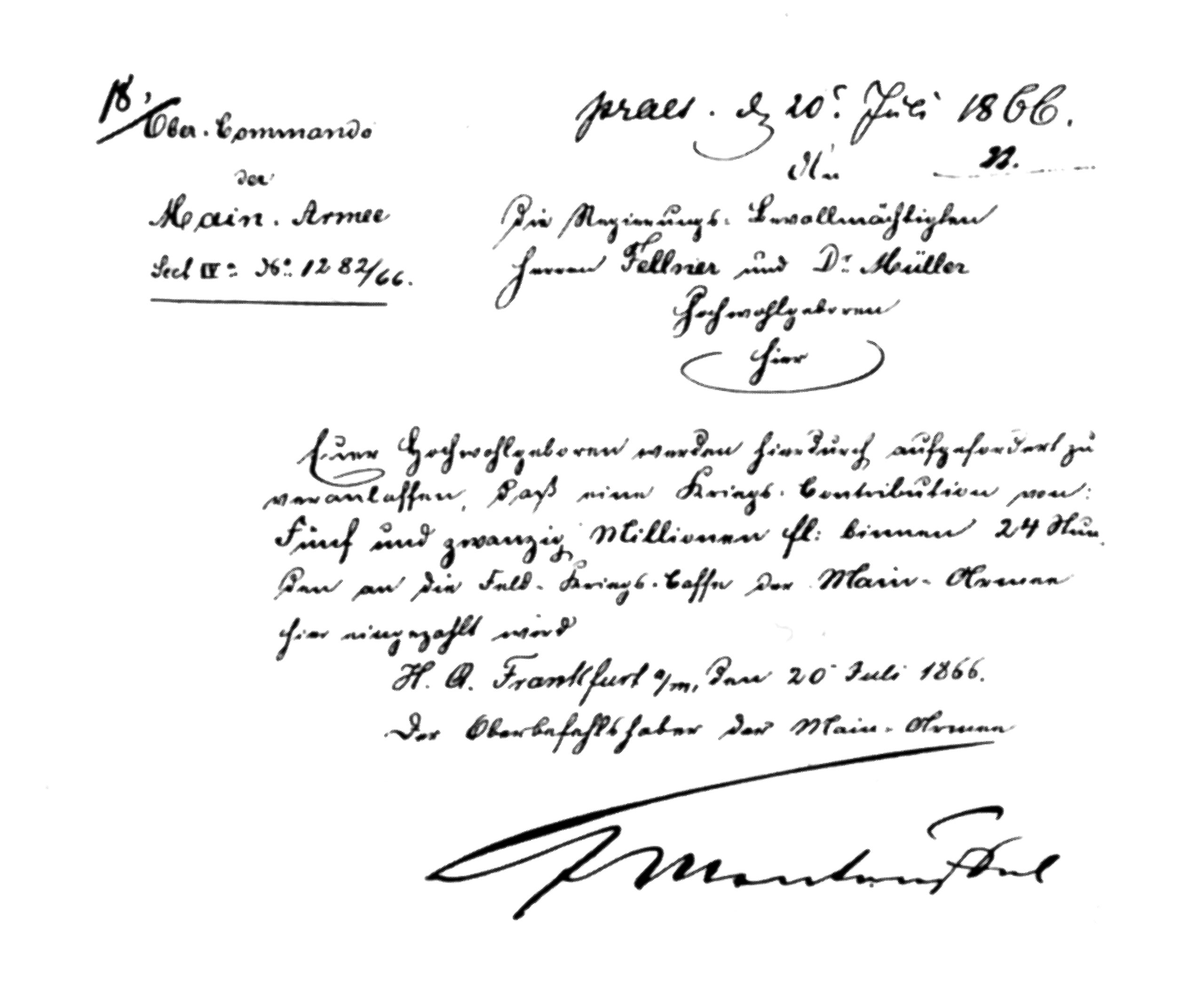
Urkunde vom 20. Juli 1866 mit der Unterschrift Manteuffels: Frankfurt am Main muss innerhalb von 24 Stunden 25 Mio. Gulden Kriegs-Contribution an die Feld-Kriegs-Casse der Main-Armee zahlen.

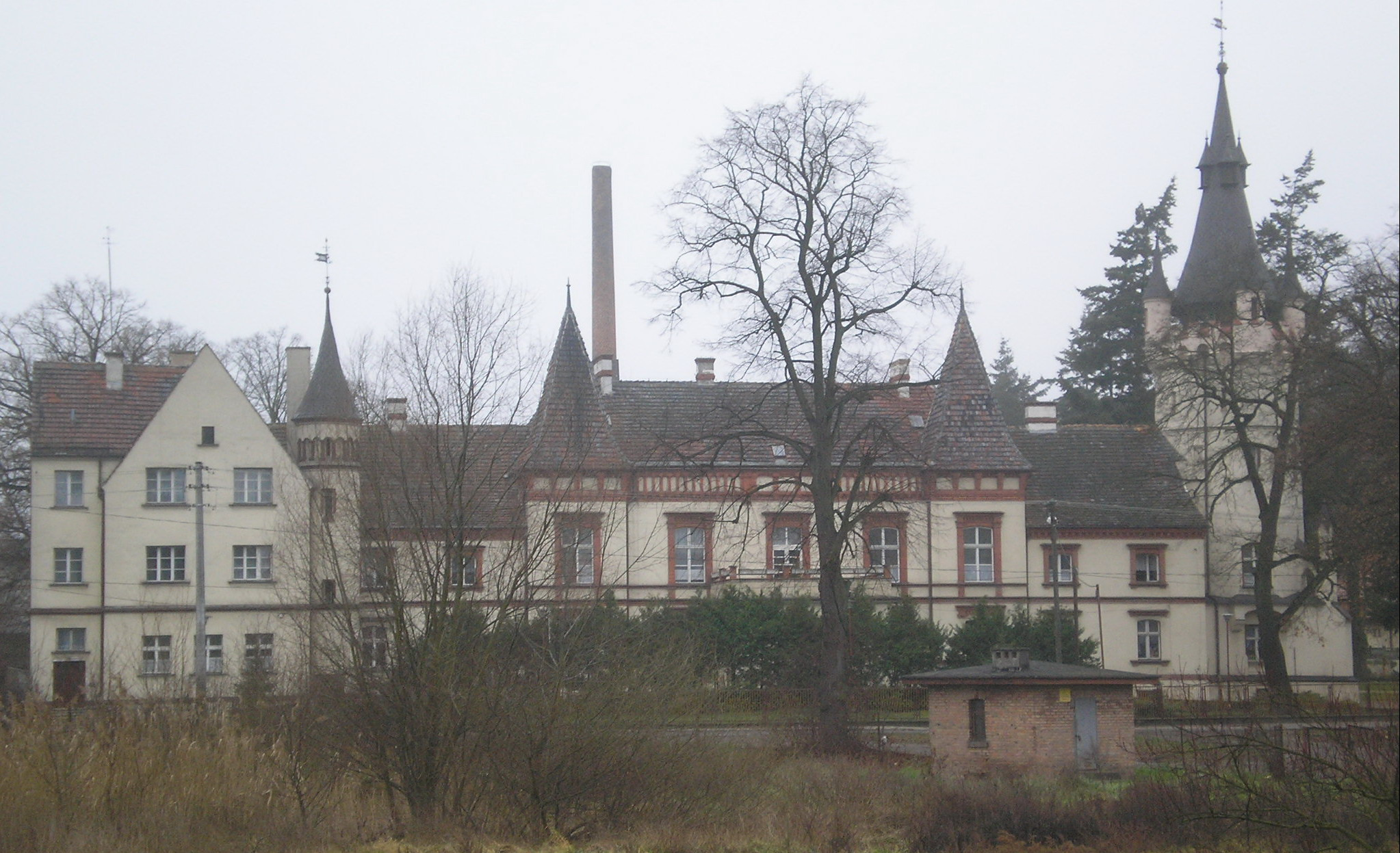
Schloss Topper der Familie in Toporów

Manteuffel beteiligte sich als Generalleutnant am zweiten Deutsch-Dänischen Krieg 1864 und nahm an den Gefechten bei Missunde und an der Schlei-Überquerung bei Arnis teil.
König Wilhelm I. übertrug ihm den Oberbefehl über die preußischen Truppen in den Elbherzogtümern und ernannte ihn am 22. August 1865 zum Gouverneur des Herzogtums Schleswig. Am 15. September 1865 übernahm er sein Amt und bezog bald darauf das als Gouvernementsgebäude eingerichtete Bielkesche Palais im Schleswiger Friedrichsberg; in dem stattlichen Gebäude war zuvor das Hauptquartier der dänischen Armee untergebracht.
Im Deutschen Krieg 1866 fiel ihm die Aufgabe zu, das benachbarte Holstein, das unter österreichischer Militärverwaltung stand, zu besetzen, ehe die Österreicher aus Hannover Hilfe bekommen konnten. Am 7. Juni überschritt er die Eider, besetzte am 10. Itzehoe und stand am 12. in Altona an der Elbe. Im Sommer dieses Jahres erlaubte der damalige Pfarrer in Eisingen Anton von Scholz die Einrichtung des Hauptquartiers der Preußischen Mainarmee unter dem Befehl von General von Manteuffel im Pfarrhaus in Eisingen. Dort wurden die Waffenstillstandsverträge mit dem Königreich Bayern, dem Königreich Württemberg, dem Großherzogtum Baden, dem Großherzogtum Hessen (Hessen-Darmstadt) und dem Herzogtum Nassau unterzeichnet, die die Kämpfe in Süddeutschland beendeten.
1867 verliehen ihm die städtischen Gremien das Schleswiger Ehrenbürgerrecht.
Nach der Besetzung des bis dahin unter österreichischer Militärverwaltung stehenden Herzogtums Holstein, erweiterte sich 1866 sein Zuständigkeitsbereich um diese Region. Mit der vollständigen Eingliederung Schleswig-Holsteins in den preußischen Staat entfiel sein Amt.
Nachdem Manteuffel kampflos Holstein besetzt hatte, rückte sein 15.000 Mann starkes Korps ab 15. Juni über Harburg und Celle in Hannover ein. Am 18. Juni überrumpelte er die Welfenhauptstadt an der Leine und wollte weitere Operationen gegen die feindliche Bundesarmee unternehmen. Aber der König hatte nicht ihn, sondern den General Vogel von Falckenstein zum Oberbefehlshaber auf dem westlichen Kriegsschauplatz ernannt. Erst nachdem Falckenstein nach Böhmen abberufen wurde, erfüllte der König Manteuffels Wunsch und übertrug ihm am 20. Juli den Oberbefehl über die Mainarmee und die Leitung des Feldzuges gegen Süddeutschland. So schlug er Ende Juli bei Tauberbischofsheim die Württemberger und bei Gerchsheim und Roßbrunn die Bayern. Manteuffel erhielt für diese Leistungen den Orden Pour le Mérite, am 20. September 1866 wurde er zum General der Kavallerie und zum Chef des 5. Dragoner-Regiments ernannt. Vom 30. Oktober 1866 bis zum Januar 1867 war er zum Kommandierenden General des IX. Armee-Korps bestellt. Am 3. August 1868 wurde er dann Kommandierender General des I. Armee-Korps in Königsberg.
Mit Beginn des Deutsch-Französischen Krieges wurde sein ostpreußisches Korps der 1. Armee des General von Steinmetz nach Lothringen zugeführt. Seine Truppen kämpften in der Schlacht bei Colombey-Nouilly und hinderten danach den französischen Marschall Bazaine an der Durchbrechung des Metzer Belagerungsringes. Am 20. Oktober 1870 erhielt er die Führung der 1. Armee und eroberte Metz, Thionville und Montmédy. Danach sicherten seine Truppen während der Belagerung von Paris den deutschen Hauptarmeen die Nordflanke. Am 27. November schlug er General Farre in der Schlacht bei Amiens und besetzte die Stadt, danach wandte er sich nach Rouen, wo er bis zum 17. Dezember verblieb. Nach dem Anmarsch der französischen Nordarmee unter General Faidherbe, kehrte er nach Süden zurück und schlug den Feind am 23. und 24. Dezember in der Schlacht an der Hallue. Faidherbe musste über Arras auf Douai zurückweichen, von wo er eine dritte Offensive einleitete, welche Anfang Januar 1871 durch General Goeben abgeschlagen wurde.
Am 11. Januar 1871 wurde Manteuffel aus Nordfrankreich abberufen und übernahm das Kommando der Südarmee. Sofort wagte er mit dem VII. und II. Korps den kühnen Zug über die Côte d’Or in den Rücken des bei Belfort an der Lisaine kämpfenden Feindes, drängte ihn bei Pontarlier an die Schweizer Grenze und zwang ab dem 1. Februar 87.000 Mann der Bourbaki-Armee zum Übertritt in die Schweiz. Zur Belohnung erhielt Manteuffel am 22. März das Großkreuz des Eisernen Kreuzes, am 16. Juni den Schwarzen Adlerorden sowie eine Dotation in Höhe von 300.000 Talern.
Die Dotation ermögliche ihm 1874 den Erwerb einer Gutswirtschaft samt Schloss Topper in Topper. Gut und Schloss, von der Familie 'Hunters Palace' genannt, waren mindestens zwölf weitere Jahre in deren Besitz.

#### Reichsstatthalter
Nach Kriegsende blieb Manteuffel als Oberbefehlshaber der Okkupationsarmee in Frankreich zurück, wo er eng mit dem französischen Bevollmächtigten, Graf de Saint-Vallier, zusammenarbeitete. Er verließ Frankreich erst im September 1873 – mit der Beförderung zum Generalfeldmarschall vom 19. September 1873. Im Juli 1879 war Elsaß-Lothringen in ein neues staatsrechtliches Verhältnis zum Reich getreten. Die Reichslande erhielten einen Statthalter und ein eigenes Ministerium. Zum ersten Statthalter, der einen hohen bundesfürstlichen Rang bekleidete, wurde Edwin von Manteuffel ernannt, der sich auf den militärischen Verwaltungsposten in Schleswig und in Frankreich nach dem Krieg außerordentlich bewährt hatte. Als Adjutant stand ihm in dieser Stellung seit 1884 Bogdan Graf von Hutten-Czapski zur Seite.

### Tod
Am 17. Juni 1885 ereilte ihn bei einer Kur in Karlsbad der Tod. Kaiser Franz Joseph, gegen den er einst Krieg geführt hatte, ließ seinen Sarg von einer österreichischen Ehreneskorte heimwärts geleiten. Er wurde auf dem Frankfurter Hauptfriedhof neben dem Alten Portal beigesetzt. Seine Memoiren, die bereits 1874 veröffentlicht wurden, schrieb sein Adjutant, der damalige Hauptmann Paul von Collas.

### Familie
Manteuffel hatte sich am 16. Januar 1845 in Berlin mit Hertha von Witzleben (1815–1879) verheiratet. Sie war die Tochter des späteren preußischen Generalleutnants und Kriegsministers Job von Witzleben (1783–1837). Aus der Ehe gingen vier Kinder hervor:
- Emilie Auguste Herta Isabella (1844–1918), Ehrenstiftsdame des Klosters Stift zum Heiligengrabe
- Hans Karl (1846–1881), preußischer Hauptmann
- Ernst August Edwin (1848–1895), preußischer Major a. D. und Oberführer in Deutsch-Ostafrika
- Hans Karl (1852–1911), preußischer Rittmeister

Die Eheleute und ihr ältester Sohn, der an den Spätfolgen seiner Verwundung in der Schlacht bei Gravelotte starb, erhielten ihre letzte Ruhestätte in Topper.

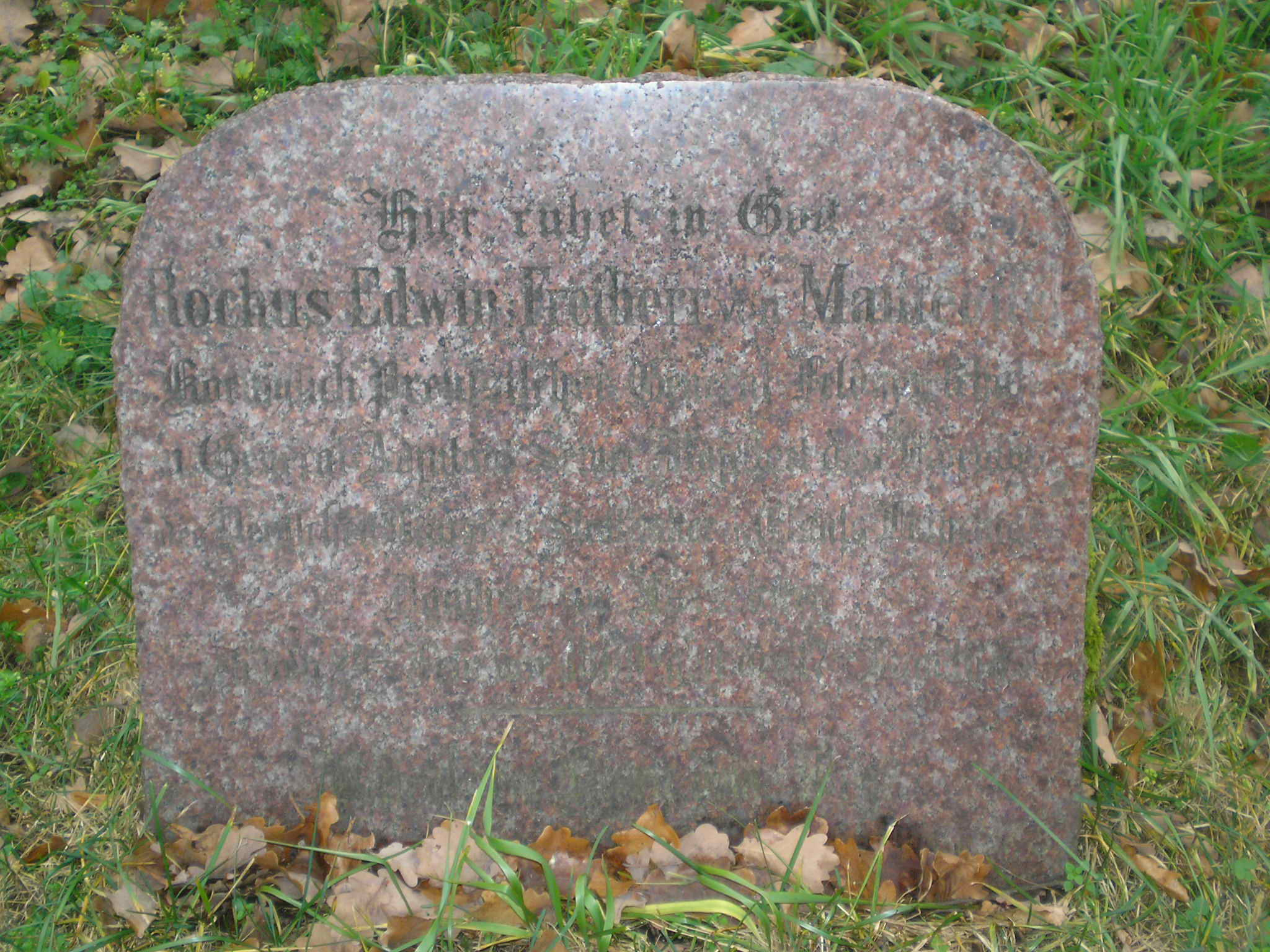
Edwin Karl Rochus
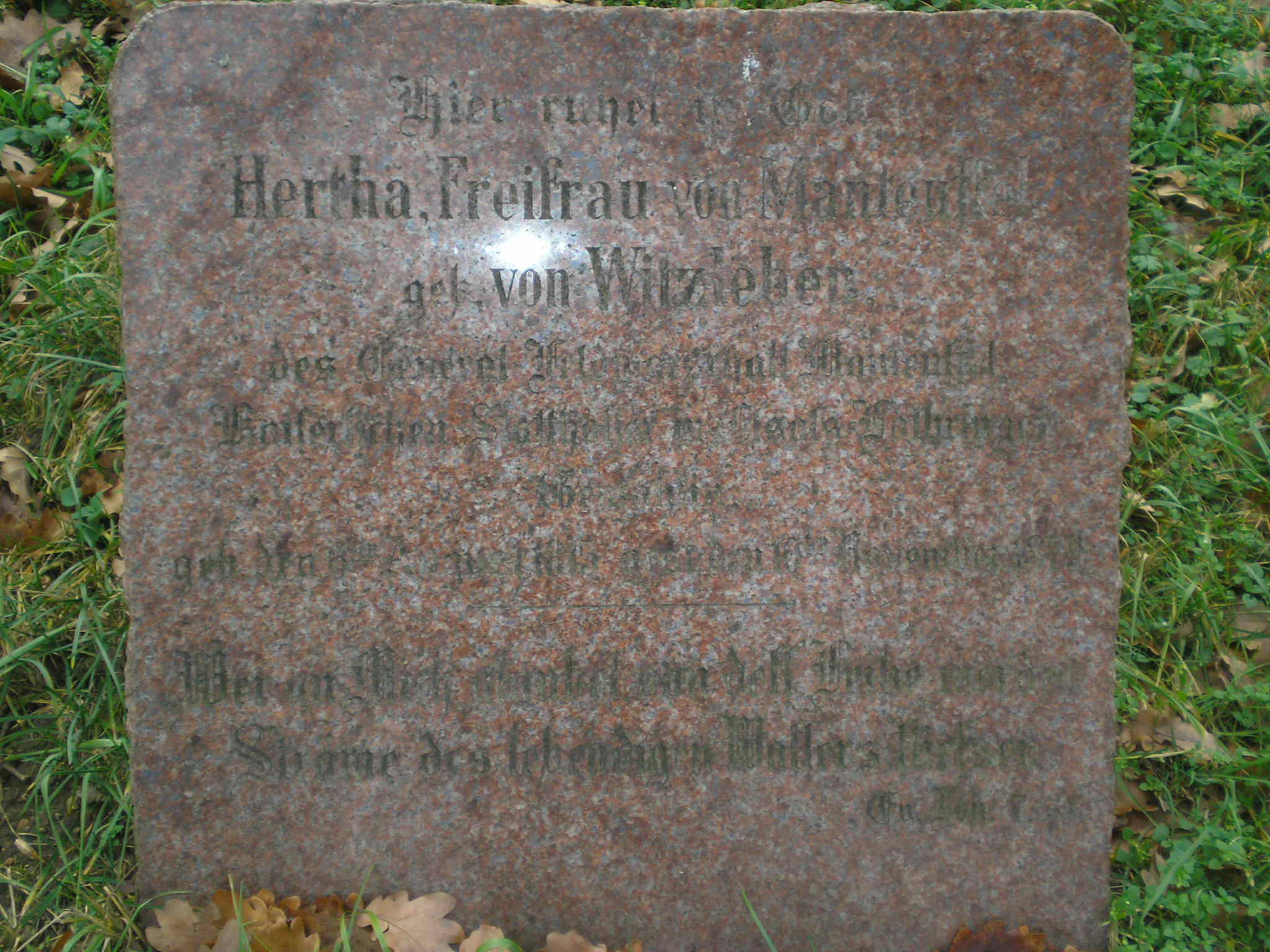
Herta v. Witzleben
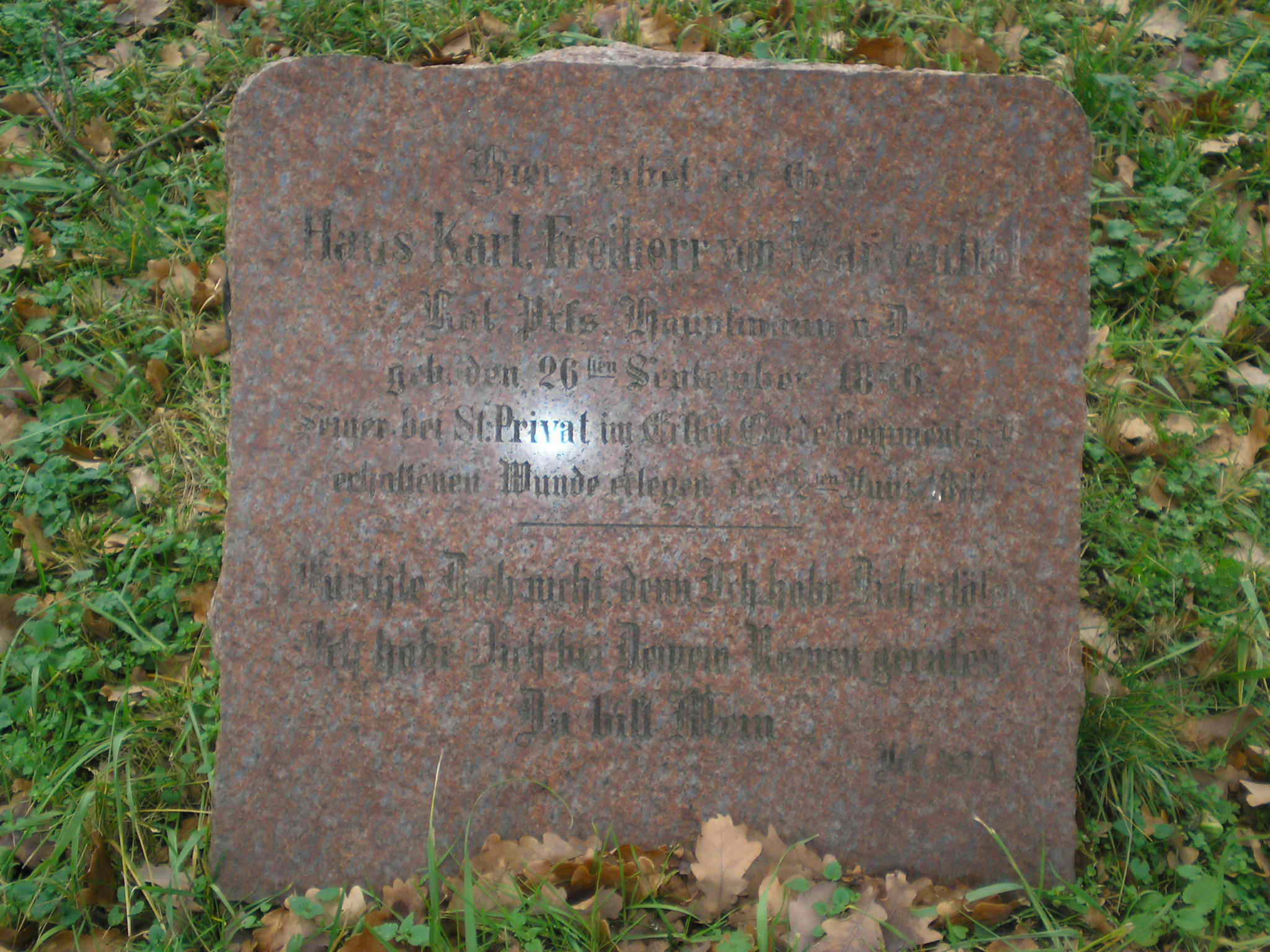
Hans Karl

## Ehrungen
In Berlin gibt es ihm zu Ehren seit dem 19. Jahrhundert Manteuffelstraßen in Lichterfelde und in Tempelhof. Nach 1945 hießen sie vorübergehend Waldteufelweg bzw. Klotzstraße. Eine Manteuffelstraße im „Generalsviertel“ von Berlin-Lichtenrade, die 1946 in Graffstraße umbenannt war, bekam 1949 zum Abbau von Mehrfachbenennungen den Namen Klausdorfer Weg. In Hamburg gibt es ebenfalls eine Manteuffelstraße, an der die Führungsakademie der Bundeswehr liegt. Das Fort Manteuffel, später St. Julien, (1867–1875) der Festung Metz wurde nach ihm benannt.
Er war Chef des Rheinischen Dragoner-Regiments Nr. 5 sowie Inhaber des russischen 4. Dragoner-Regiments. Kaiser Wilhelm II. verfügte durch A.K.O. am 27. Januar 1889, dass das Rheinische Dragoner-Regiment Nr. 5 zur Erinnerung fortan die Bezeichnung Dragoner-Regiment „Freiherr von Manteuffel“ (Rheinisches) Nr. 5 zu tragen habe.
Manteuffel war Domherr des Domkapitels zu Merseburg.